# NGC 3296
NGC 3296 é uma galáxia elíptica (E) localizada na direcção da constelação de Hydra. Possui uma declinação de -12° 43' 00" e uma ascensão recta de 10 horas, 32 minutos e 45,3 segundos.
A galáxia NGC 3296 foi descoberta em 1886 por Frank Leavenworth.